# Myotis gomantongensis
Myotis gomantongensis (Francis & Hill, 1998) è un pipistrello della famiglia dei Vespertilionidi endemico del Borneo.

## Descrizione

### Dimensioni
Pipistrello di piccole dimensioni, con la lunghezza dell'avambraccio tra 40 e 43,1 mm, la lunghezza della coda tra 36 e 45 mm e un peso fino a 8,8 g.

### Aspetto
Le parti dorsali sono marroni scure con le punte dei peli lucide, mentre le parti ventrali sono bruno-giallastre con la base dei peli nerastra. Le orecchie sono di dimensioni normali, con il margine anteriore convesso e la punta arrotondata. Il trago è lungo circa il 40% del padiglione auricolare, è sottile, affusolato con l'estremità arrotondata, con il margine anteriore concavo, quello posteriore fortemente convesso e con un piccolo lobo triangolare alla base. Le ali sono attaccate posteriormente alla base delle dita dei piedi, i quali sono piccoli. La coda è lunga ed inclusa completamente nell'ampio uropatagio. Il calcar è lungo e carenato.

## Biologia

### Comportamento
Si rifugia in piccoli gruppi all'interno di grotte calcaree.

### Alimentazione
Si nutre di insetti.

## Distribuzione e habitat
Questa specie è conosciuta soltanto nelle grotte di Gomantong e Baturong, nello stato malaysiano di Sabah, nel nord del Borneo.

## Conservazione
La IUCN Red List, considerata precedentemente come specie con dati insufficienti essendo stata scoperta recentemente, ma probabilmente senza minacce rilevanti e con un areale più vasto, classifica M.gomantongensis come specie a rischio minimo (Least Concern)).